# Olle Zetherlund
Karl Olof Axel "Olle" Zetherlund, född 24 augusti 1911 i Stockholm, död 2 oktober 1974 i Stockholm, var en svensk fotbollsspelare som blev allsvensk skyttekung säsongen 1936/37, samma år som han även vann SM-guld med sitt AIK.

## Fotbollskarriär
Zetherlund växte upp i de välbärgade kvarteren i Ålsten i västra Stockholm. Hans moderklubb var IFK Stockholm, där han spelade fram till 1933 då han gick till AIK. Han gjorde sin debut för AIK den 3 september 1933 mot IFK Eskilstuna, där AIK förlorade med 4–2 på bortaplan. Han gjorde även sitt första allsvenska mål i den matchen. Han gjorde 23 mål, flest av alla AIK:are genom tiderna, och blev skyttekung i Allsvenskan 1936/1937 när AIK vann SM-guld.
Zetherlund spelade 1 landskamp för Sverige, en VM-kvalmatch 1937 mot Finland, som Sverige vann med 4–0.